# Cuaderno de carga
En líneas generales, el cuaderno de carga (también llamado cuaderno de especificaciones) es, dentro de la terminología informática, el modo de comunicación más frecuente entre el analista y el programador de un proyecto. Allí el analista detalla las especificaciones e informaciones que el programador debe conocer y seguir, para desarrollar un programa informático acorde a las necesidades que se requieren. Obviamente, esta transmisión de información entre analista y programador también podría hacerse verbalmente o de manera informal, pero es mucho mejor generar un documento donde se especifique a quien deba programar, qué es lo que realmente se requiere, pues generalmente así se evitan errores de interpretación, y si algo sale mal, al menos se podrán asignar responsabilidades.
Debe destacarse que el analista y el programador pueden o no pertenecer a la misma empresa que requiere y necesita el proyecto, pues el analista sí debe siempre ser un representante del lado cliente, o sea, debe siempre estar en relación de dependencia y/o muy cerca de la empresa que solicita y aplicará el proyecto, pero la situación del programador es distinta. Nótese que el analista no necesariamente debe ser un especialista en informática que sepa programar, y ello propicia que según sean las características de la empresa y del proyecto informático de que se trate, puede que por ejemplo se decida contratar a un programador como eventual para desarrollar la programación necesaria, o puede que se piense contratar a una empresa de servicio, con gran experiencia en asuntos vinculados al procesamiento automatizado de información (en este último caso, es la empresa de servicio que desarrollará la programación, generalmente siguiendo órdenes de un analista o jefe de proyecto, con perfil profesional posiblemente similar con el analista que actúa del lado cliente).